# Daniel Angeli
Pour les articles homonymes, voir Angeli.
Daniel Angeli est un photographe de presse français, né le 27 septembre 1943 à Paris dans le 14e arrondissement. 
Parfois surnommé le « roi des paparazzis », il a créé l'agence de presse Angeli en 1968.

## Biographie
Daniel Angeli commence sa carrière en tant que laborantin à seize ans à l'agence Dalmas. Il est rapidement envoyé en reportage pour couvrir les soirées parisiennes, puis est envoyé par l'agence pour s'occuper d'une succursale de celle-ci à l'aéroport d'Orly où il photographie les stars du monde entier arrivant dans la capitale française.
Le 3 juin 1962 au matin, il est à son poste à l'aérogare quand survient le crash au décollage, en bout de piste, du « Château de Sully », un Boeing 707 d'Air France à destination d'Atlanta. Il se déguise alors en bagagiste et photographie le drame. Ses photos feront de nombreuses unes. Sa carrière est lancée.
En 1968, il crée l'agence Angeli et photographie les célébrités pour la presse people. Au printemps à Cannes, pour le festival ; l'été à Saint-Tropez ; l'hiver à Gstaad et à Saint-Moritz. Il noue des liens avec les personnalités de l'époque, Aristote Onassis, Elizabeth Taylor, John Lennon ou Brigitte Bardot.
Il photographie Gianni Agnelli l'été 1977, nu sautant de son bateau. Cette photo fait scandale à l'époque car le PDG de Fiat venait d'être enlevé. Cette photo d'Agnelli est aujourd'hui l'une des plus connues de Daniel Angeli et reste un symbole de la photo paparazzi.
En 1996, il rencontre Johnny Hallyday et devient son ami et photographe officiel du rocker. Jusqu'en 2012, Daniel Angeli a immortalisé tous les moments de sa vie.
Il compte plus d’une cinquantaine de couvertures de Paris Match à son actif.

## Expositions
- 2003 : Le regard des autres, Galerie 27.
- 2006 : Raymond Depardon et ses invités, Les Rencontres d’Arles.
- 2008 :  Pigozzi and the Paparazzi, Helmut Newton Foundation, Berlin[9].
- 2008 : Un paparazzo à la mer, Vannes.
- 2012 : Daniel Angeli - Icônes, galerie Art District (hôtel Royal Monceau), Paris.
- 2018 :  Hommage à Johnny Hallyday, Hôtel de ville, Levallois-Perret.
- 2019 : Et ils créèrent Saint-Tropez», Saint-Tropez; au profit de Mécénat chirurgie cardiaque
- 7 août 2021 - 30 janvier 2022 : Daniel Angeli paparazzi de A à Z, toit de la Grande Arche de la Défense[4],[10].
- 17 août - 4 septembre 2021 : Intemporel by Daniel Angeli, Galerie Roanne de Saint-Laurent, Paris[11].

## Publications
- avec Jean-Paul Doucet : Private Pictures, New York, Viking press, 1980.
- avec Louis Valentin : Monaco : un album de famille, Éditions N°1, 1990.
- Johnny, l'album officiel, Michel Lafon, 2008  (ISBN 2749909317).
- Plus près des étoiles, Michel Lafon, 2010  (ISBN 2749909198).
- Objectif Une. Souvenirs d'un photographe de stars, Neuilly-sur-Seine, Michel Lafon, 2010, 266 p.  (ISBN 978-2-7499-0960-8).
- 1943, Éditions Eternity, 2018.
- Paparazzi de A à Z, Le Toit de la Grande Arche-Fondation Angeli-Eternity Editions, 200 p. 2021[1].